# Clinotanypus aterrimus
Clinotanypus aterrimus är en tvåvingeart som först beskrevs av Jean-Jacques Kieffer 1910.  Clinotanypus aterrimus ingår i släktet Clinotanypus och familjen fjädermyggor. Inga underarter finns listade i Catalogue of Life.